# Puerto de Timbuscatío
Puerto de Timbuscatío är en ort i Mexiko.   Den ligger i kommunen Juárez och delstaten Michoacán de Ocampo, i den södra delen av landet, 140 km väster om huvudstaden Mexico City. Puerto de Timbuscatío ligger 1 219 meter över havet och antalet invånare är 212.
Terrängen runt Puerto de Timbuscatío är lite bergig. Runt Puerto de Timbuscatío är det ganska tätbefolkat, med 60 invånare per kvadratkilometer. Närmaste större samhälle är Tuzantla, 11,2 km sydväst om Puerto de Timbuscatío. I omgivningarna runt Puerto de Timbuscatío växer huvudsakligen savannskog.